# 1982 na televisão
Nesta página encontram-se os fatos, estreias e términos sobre televisão que aconteceram durante o ano de 1982.

## Eventos

### Janeiro
- 30 de janeiro — É inaugurada a TV Alagoas, afiliada do SBT em Maceió, Alagoas.

### Abril
- 3 de abril — É inaugurada a TV Record Rio de Janeiro pelo Grupo Silvio Santos.
- 23 de abril — É inaugurada a TV Cultura, afiliada do SBT em Chapecó, Santa Catarina.

### Junho
- 5 de junho — É inaugurada a TVS Nova Friburgo, emissora própria do SBT em Nova Friburgo, Rio de Janeiro.
- 14 de junho–11 de julho — A Rede Globo e a TV Cultura realizam a cobertura da Copa do Mundo FIFA de 1982.
- 26 de junho — O SBT exibe a 29.ª edição do Miss Brasil.

### Julho
- 22 de julho — É inaugurada a TV Curitiba em Curitiba, Paraná.

### Agosto
- 6 de agosto — É inaugurada a TV Nacional Fernando de Noronha, afiliada da TV Nacional no Território Federal de Fernando de Noronha.

### Outubro
- 25 de outubro — É inaugurada a TV Barriga Verde, afiliada do SBT em Florianópolis, Santa Catarina.

### Dezembro
- 13 de dezembro — É inaugurada a TV Bandeirantes Paulista, emissora própria da Rede Bandeirantes em Presidente Prudente, São Paulo.
- 31 de dezembro — A TV Gazeta e a Rede Globo exibem a 58.ª edição da Corrida Internacional de São Silvestre.

## Programas

### Brasil

#### Janeiro
- 1 de janeiro — Estreia Supercine na Rede Globo.
- 3 de janeiro — Termina Planeta dos Homens na Rede Globo.
- 26 de janeiro — Termina Pé de Vento na Rede Bandeirantes.
- 27 de janeiro — Reestreia O Meu Pé de Laranja Lima na Rede Bandeirantes.

#### Fevereiro
- 26 de fevereiro — Termina Terras do Sem-Fim na Rede Globo.

#### Março
- 1.º de março — Estreia O Homem Proibido na Rede Globo.
- 4 de março — Reestreia Chico Anysio Show na Rede Globo.
- 6 de março — Estreia Cassino do Chacrinha na Rede Globo.
- 19 de março — Termina Cabocla no Vale a Pena Ver de Novo na Rede Globo.
- 22 de março — Reestreia Marron Glacé no Vale a Pena Ver de Novo na Rede Globo.
- 27 de março — Termina Brilhante na Rede Globo.
- 29 de março — Estreia Sétimo Sentido na Rede Globo.

#### Abril
- 2 de abril — Estreia Plantão JN na Rede Globo.
- 5 de abril
  - Estreia Os Ricos Também Choram no SBT.
  - Estreia Destino no SBT.
  - Estreia Ninho da Serpente na Rede Bandeirantes.
- 25 de abril — Reestreia Balança Mas Não Cai na Rede Globo.
- 26 de abril
  - Estreia Caso Verdade na Rede Globo.
  - Estreia Lampião e Maria Bonita na Rede Globo.

#### Maio
- 5 de maio — Termina Lampião e Maria Bonita na Rede Globo.
- 8 de maio — Termina Jogo da Vida na Rede Globo.
- 10 de maio
  - Estreia Elas por Elas na Rede Globo.
  - Estreia Avenida Paulista na Rede Globo.
- 28 de maio — Termina Avenida Paulista na Rede Globo.
- 31 de maio — Estreia A Força do Amor no SBT.

#### Junho
- 7 de junho
  - Termina Os Imigrantes na Rede Bandeirantes.
  - Termina Destino no SBT.
- 8 de junho — Estreia Os Imigrantes: Terceira Geração na Rede Bandeirantes.

#### Julho
- 12 de julho — Estreia Quem Ama Não Mata na Rede Globo.
- 24 de julho — Termina Globinho na Rede Globo.

#### Agosto
- 2 de agosto — Estreia da terceira fase do Jornal da Globo na Rede Globo.[1]
- 6 de agosto
  - Termina Marron Glacé no Vale a Pena Ver de Novo na Rede Globo.
  - Termina Quem Ama Não Mata na Rede Globo.
- 9 de agosto
  - Reestreia As Três Marias no Vale a Pena Ver de Novo na Rede Globo.
  - Estreia A Filha do Silêncio na Rede Bandeirantes.
- 13 de agosto
  - Termina O Meu Pé de Laranja Lima na Rede Bandeirantes.
  - Termina A Força do Amor no SBT.
- 16 de agosto — Estreia A Leoa no SBT.
- 21 de agosto — Termina O Homem Proibido na Rede Globo.
- 23 de agosto — Estreia Paraíso na Rede Globo.
- 27 de agosto — Estreia Ninho da Serpente na Rede Bandeirantes.
- 30 de agosto — Estreia Renúncia na Rede Bandeirantes.

#### Setembro
- 12 de setembro — Termina Renúncia na Rede Bandeirantes.

#### Outubro
- 1.º de outubro — Termina As Três Marias no Vale a Pena Ver de Novo na Rede Globo.
- 4 de outubro — Reestreia A Moreninha no Vale a Pena Ver de Novo na TV Globo.
- 8 de outubro — Termina Sétimo Sentido na Rede Globo.
- 11 de outubro — Estreia Sol de Verão na Rede Globo.
- 25 de outubro — Termina A Leoa no SBT.
- 27 de outubro — Estreia Conflito no SBT.

#### Novembro
- 1.º de novembro — Termina Os Imigrantes: Terceira Geração na Rede Bandeirantes.
- 16 de novembro — Estreia Viva a Noite no SBT.
- 27 de novembro — Termina Elas por Elas na Rede Globo.
- 29 de novembro — Estreia Final Feliz na Rede Globo.

#### Dezembro
- 6 de dezembro — Estreia Campeão na Rede Bandeirantes.
- 24 de dezembro — A Rede Globo exibe o Roberto Carlos Especial.
- 31 de dezembro — Termina A Moreninha no Vale a Pena Ver de Novo na Rede Globo.

### Portugal

#### Maio
- 10 de maio — Estreia Vila Faia na RTP 1.

#### Setembro
- 28 de setembro — Termina Vila Faia na RTP 1.

## Nascimentos
| Data           | Nome                | Profissão                            | Nacionalidade  | Observações | Ref |
| -------------- | ------------------- | ------------------------------------ | -------------- | ----------- | --- |
| 13 de janeiro  | Luis Lobianco       | ator                                 | Brasil         |             |     |
| 17 de janeiro  | Leonardo Miggiorin  | ator                                 | Brasil         |             |     |
| 17 de janeiro  | Mel Lisboa          | atriz                                | Brasil         |             |     |
| 3 de março     | Jessica Biel        | atriz                                | Estados Unidos |             |     |
| 8 de março     | Marjorie Estiano    | atriz, cantora e apresentadora       | Brasil         |             |     |
| 8 de março     | Kat Von D           | tatuadora e personalidade televisiva | Estados Unidos |             |     |
| 11 de março    | Thora Birch         | atriz                                | Estados Unidos |             |     |
| 3 de abril     | Cobie Smulders      | atriz, jornalista e modelo           | Canadá         |             |     |
| 5 de abril     | Paulo Lessa         | ator                                 | Brasil         |             |     |
| 13 de abril    | Bruno Gagliasso     | ator                                 | Brasil         |             |     |
| 14 de abril    | Paola Oliveira      | atriz                                | Brasil         |             |     |
| 3 de março     | Juliana Alves       | atriz e modelo                       | Brasil         |             |     |
| 19 de maio     | Marcus Ornellas     | ator e modelo                        | Brasil         |             |     |
| 12 de junho    | Patrícia Barros     | modelo e atriz                       | Brasil         |             |     |
| 17 de junho    | Marcos Pitombo      | ator                                 | Brasil         |             |     |
| 28 de junho    | Grazi Massafera     | modelo e atriz                       | Brasil         |             |     |
| 12 de julho    | Paloma Tocci        | apresentadora e jornalista esportiva | Brasil         |             |     |
| 22 de julho    | Daniela Albuquerque | apresentadora, atriz e ex-modelo     | Brasil         |             |     |
| 4 de agosto    | Thaíssa Carvalho    | atriz                                | Brasil         |             |     |
| 3 de setembro  | Léo Lins            | humorista e ator                     | Brasil         |             |     |
| 8 de setembro  | Leandra Leal        | atriz                                | Brasil         |             |     |
| 2 de outubro   | Cléo Pires          | atriz                                | Brasil         |             |     |
| 19 de outubro  | Lucy Ramos          | modelo e atriz                       | Brasil         |             |     |
| 28 de outubro  | Matt Smith          | ator                                 | Reino Unido    |             |     |
| 29 de novembro | Emilio Dantas       | ator                                 | Brasil         |             |     |
| 19 de dezembro | Moeko Matsushita    | atriz e cantora                      | Japão          |             |     |
| 22 de dezembro | Alinne Moraes       | modelo e atriz                       | Brasil         |             |     |

## Mortes
| Data           | Nome             | Profissão                             | Nacionalidade  | Observações | Ref   |
| -------------- | ---------------- | ------------------------------------- | -------------- | ----------- | ----- |
| 10 de janeiro  | Paul Lynde       | ator                                  | Estados Unidos | n. 1926     | [ 2 ] |
| 24 de novembro | Adoniran Barbosa | ator, comediante, compositor e cantor | Brasil         | n. 1912     | [ 3 ] |
| 9 de dezembro  | Luiz Jatobá      | médico, locutor e jornalista          | Brasil         | n. 1915     |       |